# Камінський Всеволод Дмитрович
Камінський Всеволод Дмитрович (1888, Умань — 14 листопада 1937) — український політик та журналіст доби Української Революції. За політичними поглядами — автономіст.

## Біографія
Помічник уманського повітового комісара УНР (1917), редактор газети «Вільна Україна» (Умань, 1917), член Трудового конгресу (1919) від Уманського повіту УНР.
Після окупації УНР московськими військами проживав у м. Умань. Працював вчителем школи.
Трійкою НКВД СССР 14 листопада 1937 засуджений до розстрілу.
Реабілітований 1959 року.